# Icius
Icius este un gen de păianjeni din familia Salticidae.

## Specii[1]
- Icius angustatus
- Icius bilobus
- Icius boryi
- Icius brunelli
- Icius cervinus
- Icius congener
- Icius crassipes
- Icius daisetsuzanus
- Icius delectus
- Icius dendryphantoides
- Icius desertorum
- Icius discatus
- Icius erraticus
- Icius eximius
- Icius glaucochirus
- Icius guyoni
- Icius gyirongensis
- Icius hamatus
- Icius hongkong
- Icius ildefonsus
- Icius inhonestus
- Icius insolidus
- Icius insolitus
- Icius miniamus
- Icius minimus
- Icius niger
- Icius nigricaudus
- Icius ocellatus
- Icius pallidulus
- Icius peculiaris
- Icius pseudocellatus
- Icius separatus
- Icius simoni
- Icius steeleae
- Icius striatus
- Icius subinermis
- Icius testaceolineatus